# Baqir Samaka
Baqir Muhammad al-Rabi'i al-Hilli  o simplemente  Baqir Samaka (1924 - 1994) fue un poeta iraquí y profesor universitario. Nació en Hilla en la provincia de Babil . Recibió su doctorado en literatura andaluza de universidades españolas. Enseñó en la Universidad de Bagdad y en varias universidades árabes. Escribió poesía desde el comienzo de su juventud y emitió tres libros de poesía Nesmat Al Fayha y recuerda y secretos . Los niños interesados en la literatura y la excelencia que es uno de los trabajos más importantes de libros para niños iraquíes; es el propietario del famoso tema Ruiseñor glamoroso vuela en el jardín (en árabe: البلبل الفتان يطير في البستان) .Tiene una colección de poesía titulada "Bulbul" para niños.. Sus trabajos en literatura y crítica incluyen renovación en literatura andaluza y estudios en literatura abasí . Murió en Bagdad. 

En 2008, la Comisión de Patrimonio y Modernización de la Gobernación de Babil nombró una calle después de él, en la calle adyacente a Hilla Corniche, que se ha convertido en un parque para niños y sus familias en días festivos y festivos.

## Sus composiciones
- Nasamat Al-Fayha, Diwan de Poesía, 1940.
- Recuerdas, Diwan mi poesía, 1980.
- Secretos, Diwan de la poesía, 1963.
- Bulbul, Poesía infantil, 1981.
- Renovación en la literatura andaluza
- Estudios en literatura abasida
- Desde la cosecha de la revolución, 1959.
- Festival Al-Rasafi, 1959.